# Martin Chalfie
Martin Chalfie, född 15 januari 1947 i Chicago, Illinois, är en amerikansk forskare. Han är professor i biologi, samt chef för den biologiinstitutionen på Columbia University. Chalfie delade Nobelpriset i kemi 2008 med Roger Tsien och Osamu Shimomura för deras upptäckt av grönt fluorescerande protein. Han har en doktorsgrad i neurobiologi från Harvard University.

## Biografi
Chalfie växte upp i Chicago. Han skrev in sig på Harvard University 1965 med siktet inställt på matematik som huvudämne, men bytte till biokemi, då det bättre stämde med hans intressen som var kemi, matematik och biologi.